# VWR International
VWR International ist ein amerikanischer Händler von Laborausstattung mit Sitz in Radnor im Delaware Valley.
1966 fusionierten die Unternehmen Van Waters & Rogers aus Seattle zur Univar Corporation. 1986 wurde diese aufgespalten in die bestehende Univar, einen Chemikalienhändler, sowie die neue VWR Corporation. 2004 verkaufte Merck KGaA das Unternehmen an die Private-Equity-Gesellschaft Clayton, Dubilier & Rice (CD&R). Diese gab es 2007 an Madison Dearborn Partners (MDP) weiter, die das Unternehmen 2014 an die Börse brachten. Zum 22. November 2017 wurde VWR International von Avantor übernommen.
Die deutsche Tochtergesellschaft hat ihren Sitz in Darmstadt.